# 624 TCN
624 TCN là một năm trong lịch La Mã.

## Sự kiện
Năm Đức Phật ra đời (Ngày 8 tháng 4 theo lịch Ấn cổ và ngày 15 tháng 4 theo Phật lịch và Âm lịch)

## Sinh
Đức phật Đản sinh tại Lâm Tì Ni thuộc Đông Bắc Ấn Độ cổ (nay thuộc Nepal)